# 바둘라

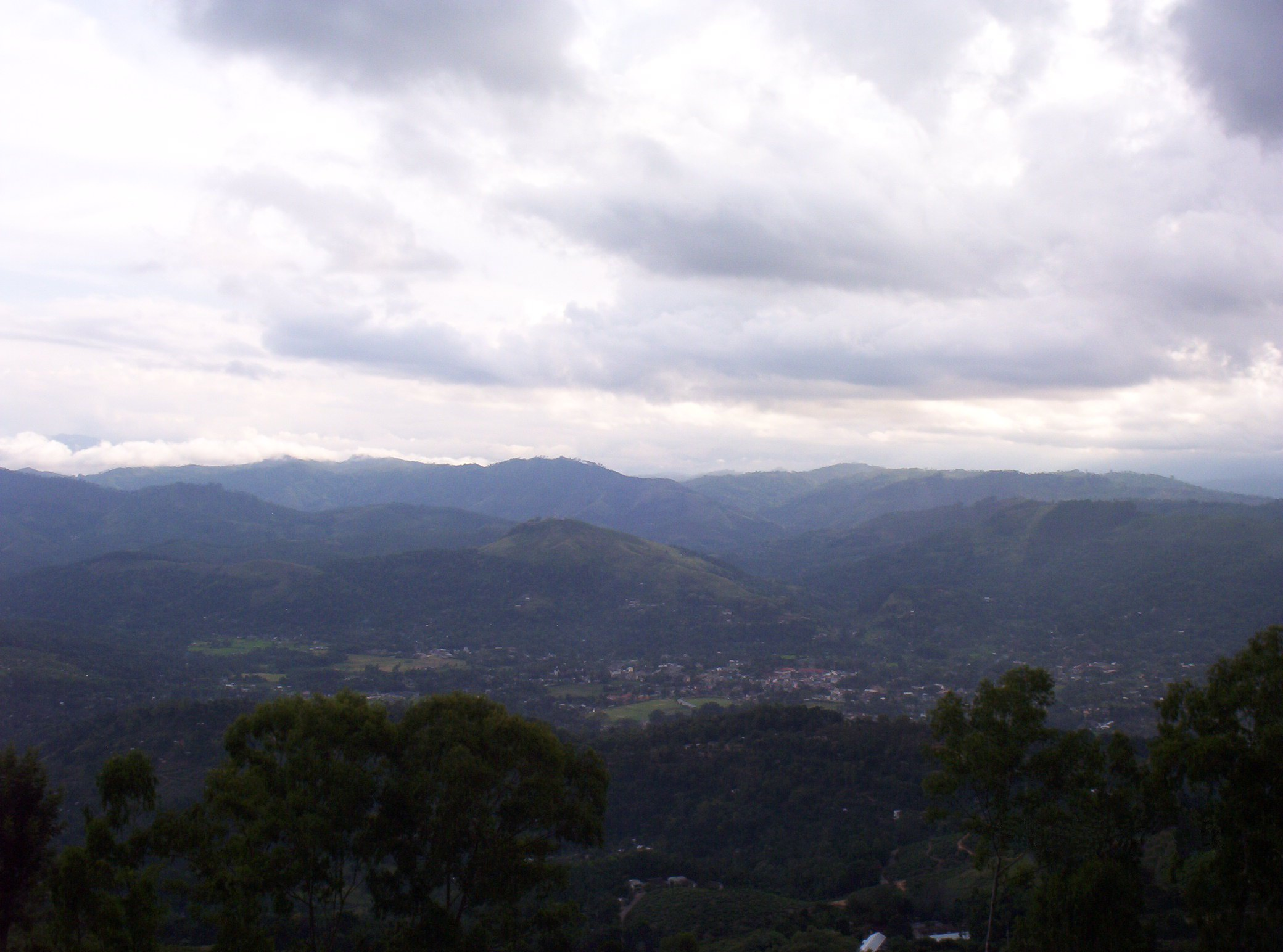
바둘라

바둘라(싱할라어: බදුල්ල, 타밀어: பதுளை)는 스리랑카 우바 주의 주도이다.